# Chamaecereus silvestrii

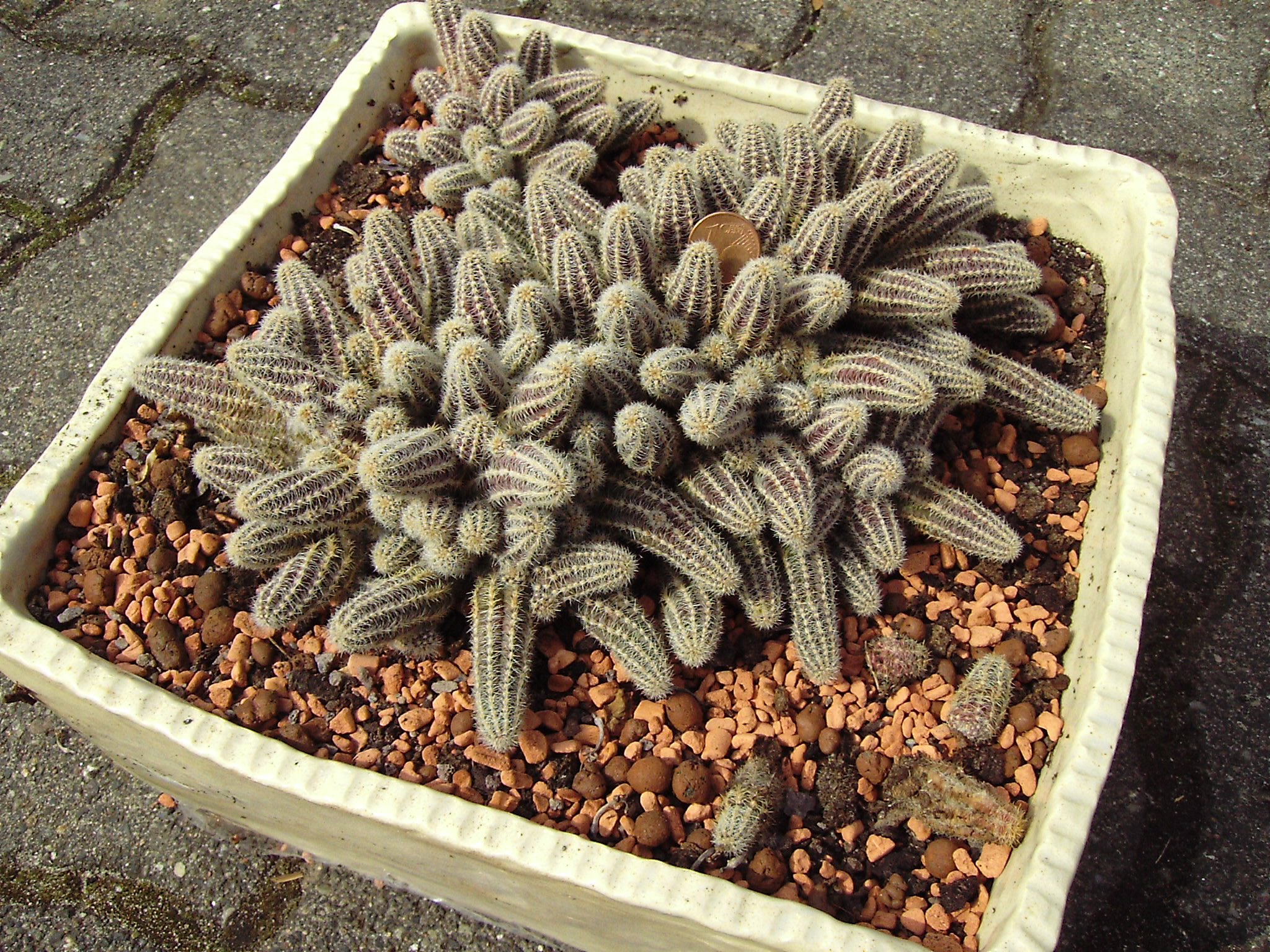
Echinopsis chamaecereus nach der Winterruhe mit violett gefärbten Trieben.

Chamaecereus silvestrii ist eine Pflanzenart aus der Gattung Chamaecereus in der Familie der Kakteengewächse (Cactaceae). Das Artepitheton silvestrii ehrt den italienischen Entomologen und Botaniker Philippo Silvestri (1873–1949). Ein englischer Trivialname ist  „Peanut Cactus“.
Die Deutsche Kakteen-Gesellschaft sowie die Gesellschaft Österreichischer Kakteenfreunde und die Schweizerische Kakteen-Gesellschaft wählten die Art 2018 zum „Kaktus des Jahres“.

## Beschreibung
Chamaecereus silvestrii bildet durch zahlreiche Seitensprosse dichte Rasen von niederliegenden, fingerförmigen Trieben von hellgrüner Farbe, welche auf acht bis zehn Rippen zahlreiche Areolen mit 10 bis 15 weißen Dornen von 1 bis 1,5 mm Länge tragen.
Die zwittrigen, trichterförmigen Blüten sind radiärsymmetrisch und haben einen Durchmesser von etwa vier Zentimetern. Die lebhaft zinnoberrot gefärbten Blütenhüllblätter sind zahlreich vorhanden. In jeder Blüte gibt es einen gelblichen Griffel und auch zahlreiche Staubblätter. Es entwickeln sich trübrote, 7 mm lange Früchte, die kleine, schwarze Samen enthalten.

## Systematik, Verbreitung und Gefährdung
Chamaecereus silvestrii ist in den argentinischen Provinzen Salta und Tucumán in Hochlagen von 2500 bis 3500 Metern verbreitet.
Die Erstbeschreibung als Cereus silvestrii durch Carlos Luis Spegazzini wurde 1905 veröffentlicht. Nathaniel Lord Britton und Joseph Nelson Rose stellten die Art 1922 in ihre neu aufgestellte monotypischen Gattung Chamaecereus. Die Gattung Chamaecereus wurde von Gordon Douglas Rowley in die Gattung Lobivia eingegliedert, welche dann wiederum in der Gattung Echinopsis aufging. Da die Art Echinopsis silvestrii bereits existierte, wählten Heimo Friedrich und Wolfgang Glätzle den Namen Echinopsis chamaecereus.
In der Roten Liste gefährdeter Arten der IUCN wird die Art als „Data Deficient (DD)“, d. h. mit keinen ausreichenden Daten geführt.

## Nachweise